# 時津風部屋力士暴行死事件
時津風部屋力士暴行死事件（ときつかぜべやりきしぼうこうしじけん）は、2007年（平成19年）6月26日に大相撲時津風部屋に新弟子として在籍していた序ノ口力士・時太山俊（ときたいざん たかし）が、愛知県犬山市の宿舎で暴行（私刑）を受け死亡した事件。力士の四股名から時太山暴行死事件とも呼ばれている。力士を死亡させて刑事事件へ発展したのは協会が発足して以来、本事件が初めてのことである。

## 概要
2007年6月26日、同年春に時津風部屋に新弟子として入門した時太山（当時17歳）が稽古時間中に心肺停止状態となり、搬送先の犬山中央病院で約1時間後に死亡が確認された。救急車で時太山を搬送した犬山市消防本部は、巡業先を管轄する愛知県警犬山署に「労働災害の可能性あり。不審死の疑い」と連絡していたが、病院の医師は死因を急性心不全と診断、犬山署は虚血性心疾患に変更して発表した。
遺体に残された外傷や「死亡した新弟子はマリファナを使っていた」という不可解な証言、時太山に死因の責任を転嫁する当時の師匠・15代時津風（元小結双津竜）の発言や時太山の遺体を新潟の実家に渡そうとせず現地で火葬にしようとしたことから、時太山の両親が死因を不審に思い、地元の新潟市に遺体を搬送し、6月28日に新潟大学医学部で公費承諾解剖を実施したことから、暴行の事実が発覚した。
逮捕時の調べで、6月25日、時太山が稽古や人間関係の厳しさから部屋を脱走したことに15代時津風が生活態度などを叱責。同日午後6時半ごろ、部屋付きの力士が食事のために顔をそろえた大広間で、時太山を近くに正座させた。正座を続けられない時太山を「根性がない」となじって兄弟子に断続的に繰り返し暴行させていた。午後8時半ごろに15代時津風がビール瓶で時太山の額を4、5回殴打し始めた。また、翌日にも数人の力士に対して「かわいがってやれ」と暴行を指示したとされている。翌26日も通常は5分程度のぶつかり稽古を30分ほど行い、時太山が倒れた後も蹴りを入れたり金属バットで殴打するなど集団暴行した。警察の任意取調べに対して、15代時津風や数人の兄弟子が容疑を認めた。

## 関係者の処分
2007年10月5日、日本相撲協会は15代時津風を解雇したと発表した。日本相撲協会が年寄を解雇したのは1997年1月の16代山響（元小結・前乃臻）以来2例目、部屋持ち親方としては史上初のことであった。解雇された15代時津風の後継として部屋を継承するために時津海正博が急遽現役を引退し、16代時津風を襲名した。
2008年3月6日、日本相撲協会は傷害致死罪で起訴された3人の兄弟子について当面の間は出場停止処分とし、裁判で有罪が確定した時点で解雇処分とすることを決定した。また、書類送検された兄弟子3人のうち2人（他の1人はすでに引退）は3月場所の出場停止処分を受けた。

## 再発防止に向けた動き
2007年10月9日、日本相撲協会が新設する「力士の指導に関する検討委員会」の準備会合が国技館内で開かれ、53の全相撲部屋に対し、稽古の指導法や力士の日常生活を主体とした質問状を送付することを決めた。
準備会合には生活指導部長の11代伊勢ノ海（元関脇・藤ノ川）、相撲教習所所長の10代友綱（元関脇・魁輝）、名古屋場所担当部長の11代秀ノ山（元関脇・長谷川）の理事3人が出席し、質問状の回答を議論の叩き台として外部から招請する有識者メンバーの選定を進めていく方針を固めた。その後、再発防止検討委員会が発足した。
2007年12月10日、再発防止検討委員会は相撲部屋の巡回視察を始めた。同日は塔尾武夫（日本相撲連盟副会長）ら外部委員4人と11代伊勢ノ海が春日野部屋を訪問。稽古を見学した上で 11代春日野（元関脇・栃乃和歌）に聞き取り調査を実施した。12月16日には外部委員のやくみつる（漫画家）が出羽海部屋と花籠部屋を訪問し、10代出羽海（元関脇・鷲羽山）や若い力士から部屋の方針などの聞き取り調査を実施した。
2008年1月10日、再発防止検討委員会の各委員は問題の原因を探るため、今後は若手力士への生活指導についての聞き取りに重点を置く方針を固めた。委員のやくみつるは「生活指導の方法について各部屋が情報交換できるように、協会の生活指導部の役割を強化してはどうかという案が出た」と述べた。
2008年2月8日、文部科学副大臣・松浪健四郎は謝罪に訪れた11代伊勢ノ海と13代九重（元横綱・千代の富士）に対し「非常勤でもいいので、外部から理事、監事を数人加えるようにするべきではないか。国民の声が理事会に行き届くように改善してほしい」と日本相撲協会理事会の人選の改善を要望した。その上で兄弟子3人に対する処分の検討を日本相撲協会に求めた。これを受けて日本相撲協会理事長・北の湖敏満は理事会に外部理事の起用を検討することを明らかにした。
また、国家公安委員会委員長・泉信也は同日の記者会見で、愛知県警が「事件性なし」と判断して時太山の司法解剖を行わなかったことに対し「（司法解剖の是非を判断する）検視官の臨場を仰ぐべきだったかもしれない。今後の警察行政のあり方として大いに反省すべき事柄だと思う」と初動捜査のミスに対する改善の必要性を述べた。
2008年4月14日、再発防止検討委員会は53の全相撲部屋の巡回視察を終了した。同日は委員長の11代伊勢ノ海、外部委員の塔尾ら4人に加え、特別に文部科学副大臣・松浪健四郎も同席して北の湖部屋を視察。北の湖理事長に生活指導について聞き取り調査を行った。
巡回視察を終えてやくみつるは「事件が過ぎ去り、楽観的な空気になっている。事件はささいな緩みから始まる。相撲界は、今も大問題に直面していることを忘れてはいないだろうか」と警鐘を鳴らした。
一方、11代伊勢ノ海は「視察のたびに時津風部屋の特異性を感じた」と述べた。その上で「各部屋の師匠は事件を重く受け止め、二度とあってはならないと認識している。あの事件がなぜ起こったのか、よくわからない。想定外の事件だ」と結論付けた。塔尾も「ほとんどの部屋では若手力士の体力に合わせた指導をしており、時津風部屋のような事件は起こらないだろう」と述べた。
2008年4月21日、再発防止検討委員会は事件の再発防止に向けた提言を以下の様にまとめた。
- 力士の精神面の相談窓口設置
- 道徳や生活面を指導するマニュアル本の作成
- いじめ問題の専門家を招くなど師匠会を親方教育の場とする

提言では、親方の指導力不足を問題視し、事務連絡が中心だった師匠会を指導者教育の場と新たに位置づけた。また、若い力士へのケアとして精神面の相談窓口を新設することも提案した。さらに私生活の指導もマニュアル本の配布で強化し、安易な入門をなくすために本人の意思を文書で確認することを求める一方、甘言で勧誘しがちな体験入門のあり方も見直すとした。
再発防止検討委員会の議論の中で、やくみつるは「力士の所作の乱れに罰則を適用しては」と提案。また、山本浩（元NHK解説委員）は「協会が（民間団体として）税金を払って独自運営を続けるか、公益法人として外部の人材を理事に招くか、選択を迫られている」と日本相撲協会の今後に関する方針について指摘した。

## 事件に対する反応
2008年2月7日、文部科学大臣・渡海紀三朗は元15代時津風と兄弟子3人が逮捕されたことを受けて「ああいう事件が起こったこと自体が遺憾だ。人が亡くなった問題なので、原因究明や相撲協会としての対応、再発防止策をしっかりしなければいけない。相撲協会がこの件についてもう一度総括し、第三者も入った再発防止検討委員会がしっかり再発防止策を作って対応してもらいたい」と述べた。
2008年2月8日、内閣総理大臣・福田康夫は同日の衆議院予算委員会で「将来のある若者が尊い命を失ってしまった。日本を代表する国技である相撲界で行われたことを深刻に考えたい。日本相撲協会がどういう対応をするかということも極めて大事。二度とこのような事件が起きることのないよう十分気をつけてもらいたい」と述べた。
事件が起きた時津風部屋については「角聖」と呼ばれる双葉山が興した部屋での事件とあって「よりにもよって…」「双葉山道場の看板を外せ!」と世間の見方は非常に厳しかった。

## 捜査
愛知県警は死因特定の遺体の組織検査の結果、長時間にわたる殴打や圧迫を受けて壊死した筋細胞から血液に漏出したミオグロビンやカリウムが通常よりも高い値で検出され、これにより挫滅症候群の症状を示したことが死亡の原因になったと判断した。火の点いた煙草を押しつけたと思われる火傷の痕などもあり、暴行と死亡との因果関係が立証されたため、2008年2月7日、元15代時津風と時太山の兄弟子3人を傷害および傷害致死容疑で逮捕した。また、時太山の遺族に無断で遺体を火葬しようとしたことも発覚しており、暴行の事実を隠蔽しようとした疑いがもたれた。同年2月29日、元十両豊乃國らこれとは別の兄弟子3人（うち1人はこの時点で引退済）が愛知県警に書類送検された（いずれも不起訴処分）。
兄弟子の1人は自身の公判において、「2007年6月20日に時太山の父親が、脱走した時太山が部屋にとどまることを懇願しに来たが、その際に時太山は部屋の屋上で喫煙し吸い殻を階段から投げ捨てており、日頃から近隣住民の苦情を受けていた15代時津風の妻がこれに憤慨し暴行を指示した」旨を証言している。なお、この暴行の際に十両以上の力士は不在であったとされている。
2008年2月29日、名古屋地検は元15代時津風と時太山の兄弟子3人を傷害致死罪で起訴した。

## 刑事裁判

### 兄弟子3人の裁判
2008年7月10日までに兄弟子3人は名古屋地裁に保釈申請をして認められたため、保釈保証金250万円を納めて保釈された。また、公判前整理手続が行われ、裁判の争点として、起訴事実の一部を争う他、量刑に絞られた。
2008年10月7日、名古屋地裁（芦沢政治裁判長）で初公判が開かれ、罪状認否で起訴事実を大筋で認めた。冒頭陳述で検察官は15代時津風が兄弟子に対し、ビール瓶で殴ったことを警察に言わないよう口止めしたと指摘。また、ぶつかりげいこの暴行現場を目撃した後援会員にも「来ていなかったことにして」と口止めして隠蔽工作を図ったと述べた。一方、弁護側は「親方の指示に逆らえなかった」などと述べて情状酌量を求めた。
2008年12月18日、名古屋地裁（芦沢政治裁判長）で判決公判が開かれ、裁判長は「刑事責任は重い」として執行猶予付きの有罪判決（うち2人は懲役3年・執行猶予5年、1人は懲役2年6月・執行猶予5年）を言い渡した。兄弟子3人は控訴しない意向を示したため、同日、日本相撲協会は兄弟子3人を解雇した。検察側も控訴しなかったため、控訴期限を迎えた2009年1月6日午前0時をもって兄弟子3人の有罪判決が確定した。

### 元15代時津風の裁判
2009年2月12日、名古屋地裁（芦沢政治裁判長）で初公判が開かれ、罪状認否で「暴行を指示したことはなく、共謀は成立しない。ぶつかりげいこは制裁目的ではない」と述べて起訴事実を否認した。
冒頭陳述で検察官は、暴行は15代時津風がビール瓶で額などを殴ったことをきっかけに始まり「教えてやれ」「鉄砲柱に縛っておけ」と兄弟子3人らに指示して行ったものと指摘。また、「ぶつかりげいこ」も、制裁目的で兄弟子に指示して相手をさせ、長時間やめさせずに自分も木の棒などで殴るなどの暴行を加えていたことから「違法と認識していた」と主張した。
一方、弁護人は「ぶつかりげいこ」については「通常のけいこであって、制裁目的ではない」として、正当な業務行為であり違法性はないと主張した。
2009年4月14日、論告求刑公判が開かれ、検察官は「角界における前代未聞の凶悪事件で、暴行の首謀者としての刑事責任は兄弟子らに比べてはるかに重い」として懲役7年を求刑した。最終弁論で弁護人は部屋で死亡させた監督責任を認めた上で「暴行の指示はしていない」と改めて起訴事実を否認、業務上過失致死罪の成立を主張して結審した。
2009年5月29日、名古屋地裁（芦沢政治裁判長）で判決公判が開かれ、裁判長は「犯行をまさに主導し、弟子らに絶大な支配力を持つ立場で指示した影響力は極めて大きい。部屋で預かる力士の保護者的立場にありながら、率先して暴行を加えたのは言語道断で、刑事責任は極めて重い」として懲役6年の実刑判決を言い渡した。
判決では、6月25日夜の暴行について兄弟子の目の前で15代時津風がビール瓶で殴った後に「おまえらも教えてやれ」「鉄砲柱に縛っておけ」と発言した状況などから、15代時津風から兄弟子らに暴行の指示があったと判断。その上で「兄弟子らは、文言以外の暴行を加える指示もした趣旨と受け止め、従ったと認められる」として「殴るけるなどの明確な指示はなく、兄弟子らが勝手にやった」との弁護側の主張を退けた。また、6月26日朝の「ぶつかりげいこ」については、時太山が稽古や人間関係の厳しさから逃げ出したことなどに15代時津風は腹を立てていたとして「制裁の目的が含まれていたと推認できる」と指摘。入門間もない時太山に対して長時間激しい稽古を続けさせ、金属バットや木の棒で殴るなどしていることから「正常なけいこの範囲を明らかに逸脱したもの」として違法な暴行と認定した。
15代時津風は即日控訴し保釈を申請した。この申請が認められ、同日、名古屋拘置所を出所した。保釈保証金は1,000万円。
2010年2月25日、名古屋高裁（片山俊雄裁判長）で控訴審初公判が開かれ、検察官は控訴棄却を、弁護人は「ぶつかりげいこ」に違法性はなかったとして執行猶予の判決を求めて即日結審した。
2010年4月5日、名古屋高裁（片山俊雄裁判長）で控訴審判決公判が開かれ、一審・名古屋地裁の判決を破棄し懲役5年の実刑判決を言い渡した。判決では「被告は1審判決後、日本相撲協会の退職金約1580万円を被害者の遺族に支払い、被害弁償は計約6460万円となった。被告のために酌むべき事情で、1審判決は刑期の点で重過ぎる」として酌量減軽した。元15代時津風は判決を不服として即日上告した。
2011年8月29日、最高裁第三小法廷（寺田逸郎裁判長）は元15代時津風の上告を棄却する決定を出したため、二審・名古屋高裁の懲役5年の実刑判決が確定した。

## 判決確定後
2014年8月12日、元15代時津風は仮釈放中に東京都内の病院で肺癌のため64歳で死去した。末期がんのため刑の執行が停止された状態であった。

## その他
2015年2月12日に警察庁が発表したところによると、全国の警察が2014年に取り扱った死体総数16万6353体（交通事故・東日本大震災関連を除く）のうち、事件性の有無を判断するために検視官が現場に立ち会った「臨場率」が、前年比9.6ポイント増の72.3％で過去最高であった。これは時津風部屋力士暴行死事件をきっかけに、死因究明上のポイントとされる検視官が増員された結果であるとされる。